# 점성술의 통과
점성술적 통과(占星術的 通過, astrological transits)는 천궁도 점성술에서 미래의 경향과 발전을 예견하기 위해서 사용되는 주요 방법들 가운데 하나이다. (다른 방법으로는 기법에 따라 천궁도를 앞으로 진행시키는 점성술적 진행이 있다.) 그 이름이 내포하고 있는 것처럼, 점성술적 통과는 행성들이 천궁도를 통과 할 때의 그것들의 진행 중인 이동을 해석하는 기법을 수반한다. 그 기법은 특정한 개인의 출생 천궁도를 해석할 목적으로 가장 빈번히 사용되는데, 통과 행성이 그것에 대해서 행해지는 별자리나 하우스의 변화와 각맺음에 각별한 주의를 요한다.
특별히 중요한 통과는 행성의 복귀이다. 그것은 통과 행성이 출생 순간에 있었을 때와 하늘의 같은 위치로 복귀할 때 발생한다. 그것은 그 행성이 하늘에서 한 번의 완전한 주기를 마쳤음을 뜻하며, 그 사람의 새로운 주기가 시작됨을 의미한다. 가장 중요한 복귀는 외행성인 목성과 토성의 것이다. 목성의 복귀는 거의 12년 마다 한 차례씩 일어나며, 성장과 발전의 새로운 국면을 알린다. 토성의 복귀는 거의 30년 마다 한 차례씩 일어나며, 반드시 새로운 현실과 책임에 직면하게 되는 노화의 새로운 국면을 알린다.

## 예언의 점성술
일반적으로, 점성술적 통과는 미래의 경향과 발전을 예언 또는 예측한다고 하는 점성술의 주장인 예언의 점성술이라고 불리는 것의 일부이다. 현대 점성술은 미래의 사건을 직접적으로 예언할 수 있다고 주장하지 않기 때문에, 오늘날 대부분의 점성가들은 "예언"이라는 용어가 다소 부적절하다고 여긴다. 대신에, 미래에 관한 점성술적 형태가 다양한 가능성들 가운데 어느 하나와 상응할 수 있다는 주장이 있다. 사실, 예언된 무엇은 환경의 경향이며 상황에 대한 개인의 반응의 본성이다. 다른 말로 하면, 행성의 진행 및 통과의 이동은 출생 천궁도에서 나타난 잠재력에 호의적이나 비호의적인 환경을 통한 발전의 기회가 제공될 개인의 삶에서의 국면을 나타낸다.
게다가, 모든 현대 점성가들은 자유의지의 역할을 강조한다. 그러함은 점성술이 숙명이나 처음부터 결정된 방식을 드러내는 것이 아니라, 오히려 한 개인의 장점과 단점, 재능 그리고 기회를 드러낸다는 주장을 함축한다. 천궁도가 미래를 결정하지는 않지만, 개인이 가능한 진로들 가운데서 설택할 수 있도록 앞에 놓인 그것들을 보여주는 것이다. 현대 점성가들은 행성들의 어떠한 각맺음도 그것으로부터 비롯된 어떤 진로와 이익을 거스를 수 없는 숙명을 야기하지 않으며, 실제적인 사건의 발생은 주로 개인의 선택의 자유에 달려있다고 주장한다. 점성가의 역할은 개인에게 합리적이며 분별 있는 삶의 선택을 가능케 할 수 있는 향상된 능력이 부여될 수 있도록 행성들의 통과와 그것들의 이동에 대한 자기인식을 일깨우도록 하는 것이다. 요컨대, 어떠한 현대 점성가도 실제적인 미래의 사건을 예언하려 들지 말아야 하며, 미래는 계획되어 있고 결정되어 있다는 주장 역시 말아야 한다.
반면에, 점성술에 대한 회의론자들은 일반적인 경향과 발전의 막연한 역할을 강조하는 것이 점성가들을 증명할 수 있는 예언을 회피하도록 만든다고 주장한다.

## 해석
통과의 해석은 진행의 해석과 매우 유사하다. 그러나, 일반적으로 진행은 개인의 내면으로부터의 심리적 발전을 수반하는 반면, 통과는 주로 개인의 통제 외의 삶의 환경에서의 발전을 수반한다.
통과를 해석할 때 가장 중요한 고려 사항은 출생 천궁도의 형태가 언제나 통과 천궁도들의 가치를 결정한다는 것이다. 그러므로, 예를 들어, 출생 천궁도에서 만일 태양과 목성이 어려운 각을 맺고 있다면, 통과하는 목성과 출생 태양 사이에 긍정적이거나 용이한 각을 맺고 있다고 해도 그러한 만큼의 이득은 기대할 수 없을 것이다. 또한, 출생 천궁도에서 행성들이 각을 맺고 있지 않다면, 대개 통과 행성의 각을 맺음도 그것으로 인한 효과를 갖기 어렵다. 요컨대, 사람들은 모두 각자의 출생 천궁도의 형태에 따르는 잠재력을 지니고 있으며, 행성의 진행과 통과의 이동은 출생 천궁도의 잠재력이 발전할 기회를 부여하게 될 것이다.
개인적 행성인 태양과 달, 수성, 금성, 그리고 화성은 황도대를 지나는 속도가 비교적 빠르기 때문에, 일반적으로 그것들의 통과에 있어서는 그러한 만큼 중요성이 부여되지 않는다. 보다 늦게 이동하는 행성들인 목성과 토성, 해왕성, 천왕성 그리고 명왕성의 통과가 더 강력하며 주목되는데, 특히, 그것들이 개인적 행성이나 모서리와 만날 때 그러하다.

## 통과 행성의 각
통과 행성의 주요 의미는 출생 차트에서 그것들이 각을 이루고 있을 때에 나타난다. 일반적으로, 통과의 각은 출생 행성의 양옆으로 1도씩의 범위로 제한된다. 다음은 통과의 각의 효과에 대한 간략한 설명이다.

### 내행성
(태양과 달을 포함하는) 내행성의 통과는 그것들이 짧은 주기를 갖기 때문에 점성가들에 의해 일반적으로 주된 중요성이 있다고 여겨지지 않는다. 그러한 통과는 너무나 빈번하게 일어나며 빨리 지나가므로, 대부분의 점성가들은 지속적으로 그것들을 설정해 놓지 않는다. 다음은 그것들의 주요 특징들이다.
- 통과하는 태양은 약 이틀간 절정에 달하며, 통과되는 출생의 행성과 별자리 그리고 하우스에 의해 타나나는 삶의 영역에서 건강과 힘 그리고 의지력의 효과를 지닌다. 핵심어는 위대한 창조성과 활동 그리고 개방된 표현이다.

- 통과하는 달은 길어야 몇 시간 정도만 지속되며, 주로 기분과 감정에 영향을 끼치지만, 언제나 통과되는 행성과 별자리 그리고 하우스에 따라 의식적으로 그러지는 않는다.

- 통과하는 수성은 하루나 이틀 정도의 기간 동안에 절정에 달한다. 서신왕래의 밀린 일을 처리하고, 짧은 여행이나 방문을 하기에 유용한 시간이다. 각과 각을 맺는 행성의 본성에 따라서 삶의 방식과 초점이 긍정적으로나 부정적으로 바뀌게 될 것이다. 편지와 전자우편 작성하기, 전화걸기 그리고 대개 다른 사람들과 소통하기에 좋은 시간이다. 금성과 조화되는 수성의 통과는 즐거움을 주는 일 또는 아마도 담화를 전하거나 강의하는 것을 나타낼 수 있다. 출생 태양과 상승점에 대한 수성의 통과는 물건을 사고 팔고 교환하는 사소한 변화를 이루기에 좋은 때를 나타낸다.

- 통과하는 금성은 약 이틀 동안 절정에 달하며, 일반적으로 당신의 사회 생활에서의 기쁨과 사랑의 감정을 나타낸다. 사회적 행동이 변화될 것이다. 때때로 그 효력은 선물이나 돈을 받는 것을 통한 재정상의 것이다. 태양과 상승점에 대한 통과는 새 옷이나 스스로를 꾸미는 것을 구매하기에 좋은 시간이며, 달에 대한 통과는 집단장하기에 그리고 새로운 가사 용품을 구입하기에 좋은 때이다. 수성과 목성에 대한 통과는 누구를 대접하기에 좋은 시간이며, 본래 있던 곳과 중천점에 대한 통과는 누군가에게 대접받기에 좋은 시간이다. 천왕성에 대한 통과는 연애의 기회를 잡기에 호의적인 반면, 해왕성에 대한 통과는 영화나 연극을 감상하기에 좋은 시간이다.

- 통과하는 화성은 영향을 받는 출생 행성과 관계된 삶의 영역을 활기띠게 한다. 그 사람은 평소 때 보다 더 원기왕성해 질 것이며 더 열심히 일할 수 있을 것이다. 그러나, 화성이 긴장과 분노를 가중시킬 수 있다. 그러므로, 화성이 통과하는 동안에 특히, 달을 통과하는 동안에는 성질을 가라앉힐 필요가 있다. 화성이 통과하는 동안에는 그것의 과도한 원기를 배출할 수 있도록 분주함이 유지되는 계획을 세워야 한다. 급작스러운 사고에 대비하여 임의의 예방책을 마련할 필요도 있다. 화성이 태양이 상승점을 통과할 때는 각별한 경계 상태에 있어야 한다.

### 외행성
외행성의 통과는 그것들의 효과가 수 년동안 지속되기 때문에 점성가들에 의해서 가장 중요한 것으로 여겨진다. 다음은 그것들의 주요 특징들이다.
- 통과하는 목성: 몇 개월 지속되며, 각을 맺는 행성에 의해 수반되는 삶의 영역에서 기회를 제공한다. 직무에서의 성공을 이루며, 이득과 선의의 지지를 얻을 수 있는 특별한 기회와 발전의 기간이다. 여행과 새로운 경험이 가능하며, 지식이 늘어날 수 있다. 곤란한 각은 심각한 오판과 과장된, 낭비하는 행동 그리고 순전히 나쁜 운을 야기시킬 수도 있다.

- 통과하는 토성: 제한과 구속, 좋지 못한 건강, 고갈된 힘, 손실, 우울한 기분, 죽음, 협력의 결여, 전반적인 불운의 기간이다. 존경과 사회적 지위가 영향을 받게 될 것이다. 그렇지만, 지혜로운 장기간의 계획과 힘의 보존, 자원의 개발, 공부, 삶과 자기에 대한 심각한 진지한 사색을 위해 좋은 시간이 될 수 있다. 이 때는 계획과 관심사를 추진하기에 적절하지 못하므로, 인내가 필요케 될 것이며, 강제된 일은 매우 좋지 못할 것이다. 각을 맺음은 포함되는 하우스나 행성이 훈육의 가르침과 구조를 반드시 배워야만 함을 나타내며 그것과 관련된 삶의 리듬을 늦추는 것이 더 나음을 의미한다. 천궁도의 더 진취적인 해석에 있어서는 통합과 준비의 시간이 된다.

- 통과하는 천왕성: 계획에 없던 갑작스런 과감한 대변동과 변화의 기간이 예상될 수 있다. 삶을 개방하는 새로운 방법으로 환경의 극적인 변화가 일어난다. 영감과 독창성, 창조적이고 관습에 매이지 않은 그리고 반항적인 행동이 있을 수 있는 기간이다. 개성과 발명, 표현과 자유 그리고 새로운 관계에 대한 더 큰 열정을 갖게 될 수 있다.

- 통과하는 해왕성: 기이하고 이상한, 혼란스러우며 혼돈 상태의 사건이 있음직하지만, 대단한 창조성과 영감 또한 갖게 될 수 있다. 해왕성은 각을 맺는 하우스나 행성에 관계된 개념과 정서를 사라지게 만든다. 이상화의 확산과 환상이나 꿈에 빠지려는 경향이 있다. 이 기간에는 삶의 무대에 대한 정화가 수반되어 일어나며, 예술적 실천과 극적 효과 그리고 영적이거나 종교적인 경험이 가능하다. 어려운 각은 신경증과 현실 도피, 자멸적인 그리고 정신적으로 불안한 경향을 자극시킬 수도 있다. 이 기간에는 희생시킴, 망상, 오해나 구원자로서의 역할이 있을 수 있으며, 음주와 약물복용의 과다 또한 야기될 수 있다.

- 통과하는 명왕성: 삶의 방식에 있어서 주요한 변화가 일어나는 기간이다. 어느 때부터 표면 아래에서 끓어 오르는 돌발적인 발전으로 인해, 종종 또 다른 것을 시작하기 위한 '경험의 한 시기'의 끝이 된다. 명왕성은 각을 맺는 하우스나 행성에 관계된 생각과 감정을 변형하며 다시 새롭게 하며 그것들에 대해 대변혁을 일으킬 것이다. 깊은 심리적 변화가 나타며, 상징적이나 실제의 죽음과 부활, 집착, 숙명적 조우, 권력욕, 권력 투쟁 그리고 성적 문제가 일어난다. 오래된 과거의 문제들이 표면위로 올라온다. 명왕성은 그 문제들의 본질이 이해될 수도 있도록 그것들을 드러내며, 당사자는 그것들을 변화시킨다.

## 역행 운동
행성의 역행 운동은 지구가 보다 늦게 움직이는 외행성을 지나칠 때나 보다 빠른 내행성이 지구를 지나칠 때 겉보기에 하늘을 반대로 지나는 것처럼 보이는 그것의 이동이다. 외행성은 40% 이상의 시간을 역행한다. 점성술에서 전통적으로, 그러한 반대로의 이동은 그것이 본래의 운동(또는 알려진 대로의 순행 운동) 규칙을 어기고 있으므로, 불운하거나 불길하다고 여겨졌다.
대부분의 현대 점성가들은 행성의 역행 운동을 유해하며, 시련과 곤경을 나타낸다고 여긴다. 예를 들어, 일반적으로 수성의 역행은 우편이나 전자우편이 잘못 전달 되는 것과 말의 오해와 같은 의사소통의 어려움과 여행의 지연과 무산을 나타낸다고 여겨진다. 그러나 몇몇 점성가들은 순행에서 역행으로의 변화가 무엇을 자동적으로 억제시키며 제한한다고 (급작스럽게 반대로 전향 시킨다고) 생각치 않는다. 그들에 의해서는 오히려 이동 방향의 변화는 단지 어떤 사람의 삶의 어느 부분에 대한 조정에 있어서의 변화를 나타낸다고 여겨진다.
출생 천궁도에서 통과하는 행성은 특정 부분을 지난 후에 역행으로 다시 같은 곳을 지나고 순행 때에 세 번째로 또 같은 곳을 지날 수도 있다. 그러함은 그 사람의 삶에 장기간의 변화를 야기한다.

## 행성의 복귀
점성술에서 행성의 복귀(復歸, returns)는 그것이 한 사람의 출생 때의 정확한 위치로 되돌아 오는 때이다. 그것은 상징적으로 한 사람의 살에서 그것이 새로운 주기를 시장하고 있다는 뜻이다. 복귀는 태양과 달에도 적용되는데, 특히 태양의 복귀는 그것이 한 사람의 본래의 생일과 같은 황도대 상의 위치로 복귀하는 날을 나타내내기 때문에, 점성가는 한 사람의 생일을 기술적으로 "태양의 복귀"라고 불러야 한다. 가장 중요한 복귀는 외행성들인 목성과 토성 그리고 천왕성의 것이다. (행성이 복귀까지의 궤도에서 절반에 달했을 때인) 절반복귀도 중요한데, 특히 천왕성의 경우, 많은 사람들이 84년이 걸리는 그것의 완전한 복귀가 가져오는 완전한 이득을 보거나 누릴 수 있을 만큼 오래 살 수는 없기 때문이다.
목성의 복귀
목성의 복귀는 12년 마다 한 번씩 일어나며, 인생에서 성장과 발전의 새로운 국면을 나타낸다. 만 12세 경의 목성의 첫 번째 복귀는 사춘기로의 이동과 관계되며, 만 24세 경의 두 번째 복귀는 어른 세계로의 첫 번째 실제적인 이동과 관계된다. 일반적으로 목성이 복귀하는 해는 상을 타고 보상을 받기에 좋다. 작가들은 종종 이 해에 첫 착품을 출판하며 운동선수들은 첫 번째의 중요한 목표를 달성한다. 종종 외국 여행과 대학 교육이 나타난다. 목성의 복귀는 어떤 일을 단호하게 추진하기에 이상적인 기간이며, 일반적으로 이 기간에 그 동안의 노고는 충분히 보상될 것이다.
토성의 복귀
토성의 복귀는 거의 30년 마다 한번씩 일어나며 반드시 새로운 현실과 책임에 직면하게 될 노화의 한 국면을 나타낸다. 첫 번째 토성의 복귀는 만 30세 경에 나타나며 처음으로 실제적인 책임감이 느껴지는 때로 여겨진다. 많은 사람들이 이 기간에 어쩌면 결혼이나 가정을 꾸리기 시작하는 것 또는 집을 사는 것과 같은 진지한 약속을 맺게 될 것이다. 많은 사람들이 실패해 왔고 끝낼 때가 되었음을 실감하는 관계를 평가하는 때이기도 하다. 일에 있어서, 많은 사람들이 그들의 여태까지의 경력을 재평가하며 그 과정에 대한 의문을 갖게 될 것이다. 당분간 보수를 덜 받더라도 진로를 바꾸고 재교육을 받기에 좋은 때가 될 수 있다.
두 번째 토성 복귀는 만 59세 경에 나타나며 사람들이 삶의 다음 국면을 재평가하는 때로 여겨진다. 많은 사람들이 상근의 직장으로부터 은퇴를 고려하며, 직업과 자녀로 인해 소흘히 해오고 있는 관심사를 발전시키기를 희망한다. 이 때에는 건설적이며 실적적인 태도를 갖는 것이 중요하며, 대대수의 사람들이 건강한 생애가 아직 많이 남아 있으므로, 스스로를 그저 '퇴물'로 여기지 말아야 한다. 토성의 복귀는 종종 어려운 도전적인 시기이지만, 그들이 현명하게 그 기간을 보낸다면, 내린 결정과 일어난 변화는 변화는 일반적으로 장기적으로 훌륭한 계획이 될 것이다.
천왕성의 복귀
천왕성은 약 84년에 걸쳐서 완전한 복귀를 끝마친다. 그러나, 만으로 약 43세 때인 그것의 여정에서 절반의 국면에 접어들었을 때,그것의 가장 중요한 영향력들 가운데 하나가 나타난다. 천왕성의 절반복귀는 '삶의 절반의 중대 국면'에 있는 많은 사람들에게 해당되는 것에 기원이 있다. 특히 여성은 자녀가 성장해서 집을 떠나게 되면 삶이 그녀를 지나쳤다고 느낄 수도 있다. 이 기간에, 많은 여성들은 폐경전 객년기를 시작하며, 많은 남성들이 남성 객년기를 경험한다. 우발적인 연애 유희나 불륜으로 인해 영구하고 성공적인것 같은 오랜 관계가 동요될 수도 있거나 방해될 수도 있다. 천왕성의 절반복귀는 스트레스 긴장이 많을 수도 있지만, 열정을 돋굴 수도 있다. 수년간 굳어져 온 일상적인 생활 방식을 타파하고 새로운 관심사를 발전시키기에 이상적인 시간이다.
천왕성의 완전한 복귀에는 약 84년이 걸리며, 그 사람이 충분히 합리적으로 그것과 어울린다면, 그것은 삶의 새롭고 의욕적인 관심사를 알려줄 수 있다. 예를 들면, 창조적인 많은 사람들이 만 84세 이후에 훌륭한 작품을 완성했는데, 베르디는 오페라 팔스타프를 완성했고, 피카소는 삶의 말년에 가장 호평의 작품들을 그려냈다.